# Síndrome PHACE
Síndrome PHACE é uma condição da pele caracterizada por múltiplas anomalias congénitas. O acrónimo "PHACE" designa malformações da fossa cranial Posterior, Hemangioma, lesões Arteriais, anomalias Cardíacas e anomalias na visão (Eye, em inglês).